# Oscar voor beste vrouwelijke bijrol
De Academy Award voor beste vrouwelijke bijrol (Engels: Academy Award for Best Actress in a Supporting Role) is een Amerikaanse filmprijs van de Academy of Motion Picture Arts and Sciences die sinds 1937 jaarlijks wordt uitgereikt aan een actrice die een bijrol vertolkt in een film. Oorspronkelijk ontvingen winnaars in beide bijrol-categorieën een plaquette. Sinds 1944 ontvangen zij de bekende gouden "Oscar", net als de andere winnaars.

## Winnaars en genomineerden
De winnaars staan bovenaan in vette letters op een gele achtergrond. De overige actrices en films die werden genomineerd staan eronder vermeld in alfabetische volgorde.

### 1936-1939
| Jaar                 | Actrice                    | Film |
| -------------------- | -------------------------- | ---- |
| 1936 (9de)           |                            |      |
| Gale Sondergaard     | Anthony Adverse            |      |
| Beulah Bondi         | The Gorgeous Hussy         |      |
| Alice Brady          | My Man Godfrey             |      |
| Bonita Granville     | These Three                |      |
| Maria Ouspenskaya    | Dodsworth                  |      |
| 1937 (10de)          |                            |      |
| Alice Brady          | In Old Chicago             |      |
| Andrea Leeds         | Stage Door                 |      |
| Anne Shirley         | Stella Dallas              |      |
| Claire Trevor        | Dead End                   |      |
| May Whitty           | Night Must Fall            |      |
| 1938 (11de)          |                            |      |
| Fay Bainter          | Jezebel                    |      |
| Beulah Bondi         | Of Human Hearts            |      |
| Billie Burke         | Merrily We Live            |      |
| Spring Byington      | You Can't Take It with You |      |
| Miliza Korjus        | The Great Waltz            |      |
| 1939 (12de)          |                            |      |
| Hattie McDaniel      | Gone with the Wind         |      |
| Olivia de Havilland  | Gone with the Wind         |      |
| Geraldine Fitzgerald | Wuthering Heights          |      |
| Edna May Oliver      | Drums Along the Mohawk     |      |
| Maria Ouspenskaya    | Love Affair                |      |

### 1940-1949
| Jaar                 | Actrice                    | Film |
| -------------------- | -------------------------- | ---- |
| 1940 (13de)          |                            |      |
| Jane Darwell         | The Grapes of Wrath        |      |
| Judith Anderson      | Rebecca                    |      |
| Ruth Hussey          | The Philadelphia Story     |      |
| Barbara O'Neil       | All This, and Heaven Too   |      |
| Marjorie Rambeau     | Primrose Path              |      |
| 1941 (14de)          |                            |      |
| Mary Astor           | The Great Lie              |      |
| Sara Allgood         | How Green Was My Valley    |      |
| Patricia Collinge    | The Little Foxes           |      |
| Teresa Wright        | The Little Foxes           |      |
| Margaret Wycherly    | Sergeant York              |      |
| 1942 (15de)          |                            |      |
| Teresa Wright        | Mrs. Miniver               |      |
| Gladys Cooper        | Now, Voyager               |      |
| Agnes Moorehead      | The Magnificent Ambersons  |      |
| Susan Peters         | Random Harvest             |      |
| May Whitty           | Mrs. Miniver               |      |
| 1943 (16de)          |                            |      |
| Katina Paxinou       | For Whom the Bell Tolls    |      |
| Gladys Cooper        | The Song of Bernadette     |      |
| Paulette Goddard     | So Proudly We Hail!        |      |
| Anne Revere          | The Song of Bernadette     |      |
| Lucile Watson        | Watch on the Rhine         |      |
| 1944 (17de)          |                            |      |
| Ethel Barrymore      | None But the Lonely Heart  |      |
| Jennifer Jones       | Since You Went Away        |      |
| Angela Lansbury      | Gaslight                   |      |
| Aline MacMahon       | Dragon Seed                |      |
| Agnes Moorehead      | Mrs. Parkington            |      |
| 1945 (18de)          |                            |      |
| Anne Revere          | National Velvet            |      |
| Eve Arden            | Mildred Pierce             |      |
| Ann Blyth            | Mildred Pierce             |      |
| Angela Lansbury      | The Picture of Dorian Gray |      |
| Joan Lorring         | The Corn Is Green          |      |
| 1946 (19de)          |                            |      |
| Anne Baxter          | The Razor's Edge           |      |
| Ethel Barrymore      | The Spiral Staircase       |      |
| Lillian Gish         | Duel in the Sun            |      |
| Flora Robson         | Saratoga Trunk             |      |
| Gale Sondergaard     | Anna and the King of Siam  |      |
| 1947 (20ste)         |                            |      |
| Celeste Holm         | Gentleman's Agreement      |      |
| Ethel Barrymore      | The Paradine Case          |      |
| Gloria Grahame       | Crossfire                  |      |
| Marjorie Main        | The Egg and I              |      |
| Anne Revere          | Gentleman's Agreement      |      |
| 1948 (21ste)         |                            |      |
| Claire Trevor        | Key Largo                  |      |
| Barbara Bel Geddes   | I Remember Mama            |      |
| Ellen Corby          | I Remember Mama            |      |
| Agnes Moorehead      | Johnny Belinda             |      |
| Jean Simmons         | Hamlet                     |      |
| 1949 (22ste)         |                            |      |
| Mercedes McCambridge | All the King's Men         |      |
| Ethel Barrymore      | Pinky                      |      |
| Celeste Holm         | Come to the Stable         |      |
| Elsa Lanchester      | Come to the Stable         |      |
| Ethel Waters         | Pinky                      |      |

### 1950-1959
| Jaar                 | Actrice                     | Film |
| -------------------- | --------------------------- | ---- |
| 1950 (23ste)         |                             |      |
| Josephine Hull       | Harvey                      |      |
| Hope Emerson         | Caged                       |      |
| Celeste Holm         | All About Eve               |      |
| Nancy Olson          | Sunset Blvd.                |      |
| Thelma Ritter        | All About Eve               |      |
| 1951 (24ste)         |                             |      |
| Kim Hunter           | A Streetcar Named Desire    |      |
| Joan Blondell        | The Blue Veil               |      |
| Mildred Dunnock      | Death of a Salesman         |      |
| Lee Grant            | Detective Story             |      |
| Thelma Ritter        | The Mating Season           |      |
| 1952 (25ste)         |                             |      |
| Gloria Grahame       | The Bad and the Beautiful   |      |
| Jean Hagen           | Singin' in the Rain         |      |
| Colette Marchand     | Moulin Rouge                |      |
| Terry Moore          | Come Back, Little Sheba     |      |
| Thelma Ritter        | With a Song in My Heart     |      |
| 1953 (26ste)         |                             |      |
| Donna Reed           | From Here to Eternity       |      |
| Grace Kelly          | Mogambo                     |      |
| Geraldine Page       | Hondo                       |      |
| Marjorie Rambeau     | Torch Song                  |      |
| Thelma Ritter        | Pickup on South Street      |      |
| 1954 (27ste)         |                             |      |
| Eva Marie Saint      | On the Waterfront           |      |
| Nina Foch            | Executive Suite             |      |
| Katy Jurado          | Broken Lance                |      |
| Jan Sterling         | The High and the Mighty     |      |
| Claire Trevor        | The High and the Mighty     |      |
| 1955 (28ste)         |                             |      |
| Jo Van Fleet         | East of Eden                |      |
| Betsy Blair          | Marty                       |      |
| Peggy Lee            | Pete Kelly's Blues          |      |
| Marisa Pavan         | The Rose Tattoo             |      |
| Natalie Wood         | Rebel Without a Cause       |      |
| 1956 (29ste)         |                             |      |
| Dorothy Malone       | Written on the Wind         |      |
| Mildred Dunnock      | Baby Doll                   |      |
| Eileen Heckart       | The Bad Seed                |      |
| Mercedes McCambridge | Giant                       |      |
| Patty McCormack      | The Bad Seed                |      |
| 1957 (30ste)         |                             |      |
| Miyoshi Umeki        | Sayonara                    |      |
| Carolyn Jones        | The Bachelor Party          |      |
| Elsa Lanchester      | Witness for the Prosecution |      |
| Hope Lange           | Peyton Place                |      |
| Diane Varsi          | Peyton Place                |      |
| 1958 (31ste)         |                             |      |
| Wendy Hiller         | Separate Tables             |      |
| Peggy Cass           | Auntie Mame                 |      |
| Martha Hyer          | Some Came Running           |      |
| Maureen Stapleton    | Lonelyhearts                |      |
| Cara Williams        | The Defiant Ones            |      |
| 1959 (32ste)         |                             |      |
| Shelley Winters      | The Diary of Anne Frank     |      |
| Hermione Baddeley    | Room at the Top             |      |
| Susan Kohner         | Imitation of Life           |      |
| Juanita Moore        | Imitation of Life           |      |
| Thelma Ritter        | Pillow Talk                 |      |

### 1960-1969
| Jaar                | Actrice                           | Film |
| ------------------- | --------------------------------- | ---- |
| 1960 (33ste)        |                                   |      |
| Shirley Jones       | Elmer Gantry                      |      |
| Glynis Johns        | The Sundowners                    |      |
| Shirley Knight      | The Dark at the Top of the Stairs |      |
| Janet Leigh         | Psycho                            |      |
| Mary Ure            | Sons and Lovers                   |      |
| 1961 (34ste)        |                                   |      |
| Rita Moreno         | West Side Story                   |      |
| Fay Bainter         | The Children's Hour               |      |
| Judy Garland        | Judgment at Nuremberg             |      |
| Lotte Lenya         | The Roman Spring of Mrs. Stone    |      |
| Una Merkel          | Summer and Smoke                  |      |
| 1962 (35ste)        |                                   |      |
| Patty Duke          | The Miracle Worker                |      |
| May Badham          | To Kill a Mockingbird             |      |
| Shirley Knight      | Sweet Bird of Youth               |      |
| Angela Lansbury     | The Manchurian Candidate          |      |
| Thelma Ritter       | Birdman of Alcatraz               |      |
| 1963 (36ste)        |                                   |      |
| Margaret Rutherford | The V.I.P.s                       |      |
| Diane Cilento       | Tom Jones                         |      |
| Edith Evans         | Tom Jones                         |      |
| Joyce Redman        | Tom Jones                         |      |
| Lilia Skala         | Lilies of the Field               |      |
| 1964 (37ste)        |                                   |      |
| Lila Kedrova        | Zorba the Greek                   |      |
| Gladys Cooper       | My Fair Lady                      |      |
| Edith Evans         | The Chalk Garden                  |      |
| Grayson Hall        | The Night of the Iguana           |      |
| Agnes Moorehead     | Hush... Hush, Sweet Charlotte     |      |
| 1965 (38ste)        |                                   |      |
| Shelley Winters     | A Patch of Blue                   |      |
| Ruth Gordon         | Inside Daisy Clover               |      |
| Joyce Redman        | Othello                           |      |
| Maggie Smith        | Othello                           |      |
| Peggy Wood          | The Sound of Music                |      |
| 1966 (39ste)        |                                   |      |
| Sandy Dennis        | Who's Afraid of Virginia Woolf?   |      |
| Wendy Hiller        | A Man for All Seasons             |      |
| Jocelyne LaGarde    | Hawaii                            |      |
| Vivien Merchant     | Alfie                             |      |
| Geraldine Page      | You're a Big Boy Now              |      |
| 1967 (40ste)        |                                   |      |
| Estelle Parsons     | Bonnie and Clyde                  |      |
| Carol Channing      | Thoroughly Modern Millie          |      |
| Mildred Natwick     | Barefoot in the Park              |      |
| Beah Richards       | Guess Who's Coming to Dinner      |      |
| Katharine Ross      | The Graduate                      |      |
| 1968 (41ste)        |                                   |      |
| Ruth Gordon         | Rosemary's Baby                   |      |
| Lynn Carlin         | Faces                             |      |
| Sondra Locke        | The Heart Is a Lonely Hunter      |      |
| Kay Medford         | Funny Girl                        |      |
| Estelle Parsons     | Rachel, Rachel                    |      |
| 1969 (42ste)        |                                   |      |
| Goldie Hawn         | Cactus Flower                     |      |
| Catherine Burns     | Last Summer                       |      |
| Dyan Cannon         | Bob & Carol & Ted & Alice         |      |
| Sylvia Miles        | Midnight Cowboy                   |      |
| Susannah York       | They Shoot Horses, Don't They?    |      |

### 1970-1979
| Jaar              | Actrice                                                                     | Film |
| ----------------- | --------------------------------------------------------------------------- | ---- |
| 1970 (43ste)      |                                                                             |      |
| Helen Hayes       | Airport                                                                     |      |
| Karen Black       | Five Easy Pieces                                                            |      |
| Lee Grant         | The Landlord                                                                |      |
| Sally Kellerman   | M*A*S*H                                                                     |      |
| Maureen Stapleton | Airport                                                                     |      |
| 1971 (44ste)      |                                                                             |      |
| Cloris Leachman   | The Last Picture Show                                                       |      |
| Ellen Burstyn     | The Last Picture Show                                                       |      |
| Barbara Harris    | Who Is Harry Kellerman and Why Is He Saying Those Terrible Things About Me? |      |
| Margaret Leighton | The Go-Between                                                              |      |
| Ann-Margret       | Carnal Knowledge                                                            |      |
| 1972 (45ste)      |                                                                             |      |
| Eileen Heckart    | Butterflies Are Free                                                        |      |
| Jeannie Berlin    | The Heartbreak Kid                                                          |      |
| Geraldine Page    | Pete 'n' Tillie                                                             |      |
| Susan Tyrrell     | Fat City                                                                    |      |
| Shelley Winters   | The Poseidon Adventure                                                      |      |
| 1973 (46ste)      |                                                                             |      |
| Tatum O'Neal      | Paper Moon                                                                  |      |
| Linda Blair       | The Exorcist                                                                |      |
| Candy Clark       | American Graffiti                                                           |      |
| Madeline Kahn     | Paper Moon                                                                  |      |
| Sylvia Sidney     | Summer Wishes, Winter Dreams                                                |      |
| 1974 (47ste)      |                                                                             |      |
| Ingrid Bergman    | Murder on the Orient Express                                                |      |
| Valentina Cortese | Day for Night                                                               |      |
| Madeline Kahn     | Blazing Saddles                                                             |      |
| Diane Ladd        | Alice Doesn't Live Here Anymore                                             |      |
| Talia Shire       | The Godfather Part II                                                       |      |
| 1975 (48ste)      |                                                                             |      |
| Lee Grant         | Shampoo                                                                     |      |
| Ronee Blakley     | Nashville                                                                   |      |
| Sylvia Miles      | Farewell, My Lovely                                                         |      |
| Lily Tomlin       | Nashville                                                                   |      |
| Brenda Vaccaro    | Jacqueline Susann's Once Is Not Enough                                      |      |
| 1976 (49ste)      |                                                                             |      |
| Beatrice Straight | Network                                                                     |      |
| Jane Alexander    | All the President's Men                                                     |      |
| Jodie Foster      | Taxi Driver                                                                 |      |
| Lee Grant         | Voyage of the Damned                                                        |      |
| Piper Laurie      | Carrie                                                                      |      |
| 1977 (50ste)      |                                                                             |      |
| Vanessa Redgrave  | Julia                                                                       |      |
| Leslie Browne     | The Turning Point                                                           |      |
| Quinn Cummings    | The Goodbye Girl                                                            |      |
| Melinda Dillon    | Close Encounters of the Third Kind                                          |      |
| Tuesday Weld      | Looking for Mr. Goodbar                                                     |      |
| 1978 (51ste)      |                                                                             |      |
| Maggie Smith      | California Suite                                                            |      |
| Dyan Cannon       | Heaven Can Wait                                                             |      |
| Penelope Milford  | Coming Home                                                                 |      |
| Maureen Stapleton | Interiors                                                                   |      |
| Meryl Streep      | The Deer Hunter                                                             |      |
| 1979 (52ste)      |                                                                             |      |
| Meryl Streep      | Kramer vs. Kramer                                                           |      |
| Jane Alexander    | Kramer vs. Kramer                                                           |      |
| Barbara Barrie    | Breaking Away                                                               |      |
| Candice Bergen    | Starting Over                                                               |      |
| Mariel Hemingway  | Manhattan                                                                   |      |

### 1980-1989
| Jaar                        | Actrice                        | Film |
| --------------------------- | ------------------------------ | ---- |
| 1980 (53ste)                |                                |      |
| Mary Steenburgen            | Melvin and Howard              |      |
| Eileen Brennan              | Private Benjamin               |      |
| Eva Le Gallienne            | Resurrection                   |      |
| Cathy Moriarty              | Raging Bull                    |      |
| Diana Scarwid               | Inside Moves                   |      |
| 1981 (54ste)                |                                |      |
| Maureen Stapleton           | Reds                           |      |
| Melinda Dillon              | Absence of Malice              |      |
| Jane Fonda                  | On Golden Pond                 |      |
| Joan Hackett                | Only When I Laugh              |      |
| Elizabeth McGovern          | Ragtime                        |      |
| 1982 (55ste)                |                                |      |
| Jessica Lange               | Tootsie                        |      |
| Glenn Close                 | The World According to Garp    |      |
| Teri Garr                   | Tootsie                        |      |
| Kim Stanley                 | Frances                        |      |
| Lesley Ann Warren           | Victor/Victoria                |      |
| 1983 (56ste)                |                                |      |
| Linda Hunt                  | The Year of Living Dangerously |      |
| Cher                        | Silkwood                       |      |
| Glenn Close                 | The Big Chill                  |      |
| Amy Irving                  | Yentl                          |      |
| Alfre Woodard               | Cross Creek                    |      |
| 1984 (57ste)                |                                |      |
| Peggy Ashcroft              | A Passage to India             |      |
| Glenn Close                 | The Natural                    |      |
| Lindsay Crouse              | Places in the Heart            |      |
| Christine Lahti             | Swing Shift                    |      |
| Geraldine Page              | The Pope of Greenwich Village  |      |
| 1985 (58ste)                |                                |      |
| Anjelica Huston             | Prizzi's Honor                 |      |
| Margaret Avery              | The Color Purple               |      |
| Amy Madigan                 | Twice in a Lifetime            |      |
| Meg Tilly                   | Agnes of God                   |      |
| Oprah Winfrey               | The Color Purple               |      |
| 1986 (59ste)                |                                |      |
| Dianne Wiest                | Hannah and Her Sisters         |      |
| Tess Harper                 | Crimes of the Heart            |      |
| Piper Laurie                | Children of a Lesser God       |      |
| Mary Elizabeth Mastrantonio | The Color of Money             |      |
| Maggie Smith                | A Room with a View             |      |
| 1987 (60ste)                |                                |      |
| Olympia Dukakis             | Moonstruck                     |      |
| Norma Aleandro              | Gaby: A True Story             |      |
| Anne Archer                 | Fatal Attraction               |      |
| Anne Ramsey                 | Throw Momma from the Train     |      |
| Ann Sothern                 | The Whales of August           |      |
| 1988 (61ste)                |                                |      |
| Geena Davis                 | The Accidental Tourist         |      |
| Frances McDormand           | Mississippi Burning            |      |
| Michelle Pfeiffer           | Dangerous Liaisons             |      |
| Joan Cusack                 | Working Girl                   |      |
| Sigourney Weaver            | Working Girl                   |      |
| 1989 (62ste)                |                                |      |
| Brenda Fricker              | My Left Foot                   |      |
| Anjelica Huston             | Enemies: A Love Story          |      |
| Lena Olin                   | Enemies: A Love Story          |      |
| Dianne Wiest                | Parenthood                     |      |
| Julia Roberts               | Steel Magnolias                |      |

### 1990-1999
| Jaar                   | Actrice                    | Film |
| ---------------------- | -------------------------- | ---- |
| 1990 (63ste)           |                            |      |
| Whoopi Goldberg        | Ghost                      |      |
| Annette Bening         | The Grifters               |      |
| Lorraine Bracco        | Goodfellas                 |      |
| Diane Ladd             | Wild at Heart              |      |
| Mary McDonnell         | Dances with Wolves         |      |
| 1991 (64ste)           |                            |      |
| Mercedes Ruehl         | The Fisher King            |      |
| Diane Ladd             | Rambling Rose              |      |
| Juliette Lewis         | Cape Fear                  |      |
| Kate Nelligan          | The Prince of Tides        |      |
| Jessica Tandy          | Fried Green Tomatoes       |      |
| 1992 (65ste)           |                            |      |
| Marisa Tomei           | My Cousin Vinny            |      |
| Judy Davis             | Husbands and Wives         |      |
| Joan Plowright         | Enchanted April            |      |
| Vanessa Redgrave       | Howards End                |      |
| Miranda Richardson     | Damage                     |      |
| 1993 (66ste)           |                            |      |
| Anna Paquin            | The Piano                  |      |
| Holly Hunter           | The Firm                   |      |
| Rosie Perez            | Fearless                   |      |
| Winona Ryder           | The Age of Innocence       |      |
| Emma Thompson          | In the Name of the Father  |      |
| 1994 (67ste)           |                            |      |
| Dianne Wiest           | Bullets Over Broadway      |      |
| Rosemary Harris        | Tom & Viv                  |      |
| Helen Mirren           | The Madness of King George |      |
| Uma Thurman            | Pulp Fiction               |      |
| Jennifer Tilly         | Bullets Over Broadway      |      |
| 1995 (68ste)           |                            |      |
| Mira Sorvino           | Mighty Aphrodite           |      |
| Joan Allen             | Nixon                      |      |
| Kathleen Quinlan       | Apollo 13                  |      |
| Mare Winningham        | Georgia                    |      |
| Kate Winslet           | Sense and Sensibility      |      |
| 1996 (69ste)           |                            |      |
| Juliette Binoche       | The English Patient        |      |
| Joan Allen             | The Crucible               |      |
| Lauren Bacall          | The Mirror Has Two Faces   |      |
| Barbara Hershey        | The Portrait of a Lady     |      |
| Marianne Jean-Baptiste | Secrets & Lies             |      |
| 1997 (70ste)           |                            |      |
| Kim Basinger           | L.A. Confidential          |      |
| Joan Cusack            | In & Out                   |      |
| Minnie Driver          | Good Will Hunting          |      |
| Julianne Moore         | Boogie Nights              |      |
| Gloria Stuart          | Titanic                    |      |
| 1998 (71ste)           |                            |      |
| Judi Dench             | Shakespeare in Love        |      |
| Kathy Bates            | Primary Colors             |      |
| Brenda Blethyn         | Little Voice               |      |
| Rachel Griffiths       | Hilary and Jackie          |      |
| Lynn Redgrave          | Gods and Monsters          |      |
| 1999 (72ste)           |                            |      |
| Angelina Jolie         | Girl, Interrupted          |      |
| Toni Collette          | The Sixth Sense            |      |
| Catherine Keener       | Being John Malkovich       |      |
| Samantha Morton        | Sweet and Lowdown          |      |
| Chloë Sevigny          | Boys Don't Cry             |      |

### 2000-2009
| Jaar                 | Actrice                                         | Film |
| -------------------- | ----------------------------------------------- | ---- |
| 2000 (73ste)         |                                                 |      |
| Marcia Gay Harden    | Pollock                                         |      |
| Judi Dench           | Chocolat                                        |      |
| Kate Hudson          | Almost Famous                                   |      |
| Frances McDormand    | Almost Famous                                   |      |
| Julie Walters        | Billy Elliot                                    |      |
| 2001 (74ste)         |                                                 |      |
| Jennifer Connelly    | A Beautiful Mind                                |      |
| Helen Mirren         | Gosford Park                                    |      |
| Maggie Smith         | Gosford Park                                    |      |
| Marisa Tomei         | In the Bedroom                                  |      |
| Kate Winslet         | Iris                                            |      |
| 2002 (75ste)         |                                                 |      |
| Catherine Zeta-Jones | Chicago                                         |      |
| Kathy Bates          | About Schmidt                                   |      |
| Queen Latifah        | Chicago                                         |      |
| Julianne Moore       | The Hours                                       |      |
| Meryl Streep         | Adaptation.                                     |      |
| 2003 (76ste)         |                                                 |      |
| Renée Zellweger      | Cold Mountain                                   |      |
| Shohreh Aghdashloo   | House of Sand and Fog                           |      |
| Patricia Clarkson    | Pieces of April                                 |      |
| Marcia Gay Harden    | Mystic River                                    |      |
| Holly Hunter         | Thirteen                                        |      |
| 2004 (77ste)         |                                                 |      |
| Cate Blanchett       | The Aviator                                     |      |
| Laura Linney         | Kinsey                                          |      |
| Virginia Madsen      | Sideways                                        |      |
| Sophie Okonedo       | Hotel Rwanda                                    |      |
| Natalie Portman      | Closer                                          |      |
| 2005 (78ste)         |                                                 |      |
| Rachel Weisz         | The Constant Gardener                           |      |
| Amy Adams            | Junebug                                         |      |
| Catherine Keener     | Capote                                          |      |
| Frances McDormand    | North Country                                   |      |
| Michelle Williams    | Brokeback Mountain                              |      |
| 2006 (79ste)         |                                                 |      |
| Jennifer Hudson      | Dreamgirls                                      |      |
| Adriana Barraza      | Babel                                           |      |
| Cate Blanchett       | Notes on a Scandal                              |      |
| Abigail Breslin      | Little Miss Sunshine                            |      |
| Rinko Kikuchi        | Babel                                           |      |
| 2007 (80ste)         |                                                 |      |
| Tilda Swinton        | Michael Clayton                                 |      |
| Cate Blanchett       | I'm Not There                                   |      |
| Ruby Dee             | American Gangster                               |      |
| Saoirse Ronan        | Atonement                                       |      |
| Amy Ryan             | Gone Baby Gone                                  |      |
| 2008 (81ste)         |                                                 |      |
| Penélope Cruz        | Vicky Cristina Barcelona                        |      |
| Amy Adams            | Doubt                                           |      |
| Viola Davis          | Doubt                                           |      |
| Taraji P. Henson     | The Curious Case of Benjamin Button             |      |
| Marisa Tomei         | The Wrestler                                    |      |
| 2009 (82ste)         |                                                 |      |
| Mo'Nique             | Precious: Based on the Novel "Push" by Sapphire |      |
| Penélope Cruz        | Nine                                            |      |
| Vera Farmiga         | Up in the Air                                   |      |
| Maggie Gyllenhaal    | Crazy Heart                                     |      |
| Anna Kendrick        | Up in the Air                                   |      |

### 2010-2019
| Jaar                 | Actrice                                         | Film |
| -------------------- | ----------------------------------------------- | ---- |
| 2010 (83ste)         |                                                 |      |
| Melissa Leo          | The Fighter                                     |      |
| Amy Adams            | The Fighter                                     |      |
| Helena Bonham Carter | The King's Speech                               |      |
| Hailee Steinfeld     | True Grit                                       |      |
| Jacki Weaver         | Animal Kingdom                                  |      |
| 2011 (84ste)         |                                                 |      |
| Octavia Spencer      | The Help                                        |      |
| Bérénice Bejo        | The Artist                                      |      |
| Jessica Chastain     | The Help                                        |      |
| Melissa McCarthy     | Bridesmaids                                     |      |
| Janet McTeer         | Albert Nobbs                                    |      |
| 2012 (85ste)         |                                                 |      |
| Anne Hathaway        | Les Misérables                                  |      |
| Amy Adams            | The Master                                      |      |
| Sally Field          | Lincoln                                         |      |
| Helen Hunt           | The Sessions                                    |      |
| Jacki Weaver         | Silver Linings Playbook                         |      |
| 2013 (86ste)         |                                                 |      |
| Lupita Nyong'o       | 12 Years a Slave                                |      |
| Sally Hawkins        | Blue Jasmine                                    |      |
| Jennifer Lawrence    | American Hustle                                 |      |
| Julia Roberts        | August: Osage County                            |      |
| June Squibb          | Nebraska                                        |      |
| 2014 (87ste)         |                                                 |      |
| Patricia Arquette    | Boyhood                                         |      |
| Laura Dern           | Wild                                            |      |
| Keira Knightley      | The Imitation Game                              |      |
| Emma Stone           | Birdman or (The Unexpected Virtue of Ignorance) |      |
| Meryl Streep         | Into the Woods                                  |      |
| 2015 (88ste)         |                                                 |      |
| Alicia Vikander      | The Danish Girl                                 |      |
| Jennifer Jason Leigh | The Hateful Eight                               |      |
| Rooney Mara          | Carol                                           |      |
| Rachel McAdams       | Spotlight                                       |      |
| Kate Winslet         | Steve Jobs                                      |      |
| 2016 (89ste)         |                                                 |      |
| Viola Davis          | Fences                                          |      |
| Naomie Harris        | Moonlight                                       |      |
| Nicole Kidman        | Lion                                            |      |
| Octavia Spencer      | Hidden Figures                                  |      |
| Michelle Williams    | Manchester by the Sea                           |      |
| 2017 (90ste)         |                                                 |      |
| Allison Janney       | I, Tonya                                        |      |
| Mary J. Blige        | Mudbound                                        |      |
| Lesley Manville      | Phantom Thread                                  |      |
| Laurie Metcalf       | Lady Bird                                       |      |
| Octavia Spencer      | The Shape of Water                              |      |
| 2018 (91ste)         |                                                 |      |
| Regina King          | If Beale Street Could Talk                      |      |
| Amy Adams            | Vice                                            |      |
| Marina de Tavira     | Roma                                            |      |
| Emma Stone           | The Favourite                                   |      |
| Rachel Weisz         | The Favourite                                   |      |
| 2019 (92ste)         |                                                 |      |
| Laura Dern           | Marriage Story                                  |      |
| Kathy Bates          | Richard Jewell                                  |      |
| Scarlett Johansson   | Jojo Rabbit                                     |      |
| Florence Pugh        | Little Women                                    |      |
| Margot Robbie        | Bombshell                                       |      |

### 2020-2029
| Jaar                 | Actrice                           | Film |
| -------------------- | --------------------------------- | ---- |
| 2020 (93ste)         |                                   |      |
| Youn Yuh-jung        | Minari                            |      |
| Maria Bakalova       | Borat Subsequent Moviefilm        |      |
| Glenn Close          | Hillbilly Elegy                   |      |
| Olivia Colman        | The Father                        |      |
| Amanda Seyfried      | Mank                              |      |
| 2021 (94ste)         |                                   |      |
| Ariana DeBose        | West Side Story                   |      |
| Jessie Buckley       | The Lost Daughter                 |      |
| Judi Dench           | Belfast                           |      |
| Kirsten Dunst        | The Power of the Dog              |      |
| Aunjanue Ellis       | King Richard                      |      |
| 2022 (95ste)         |                                   |      |
| Jamie Lee Curtis     | Everything Everywhere All at Once |      |
| Angela Bassett       | Black Panther: Wakanda Forever    |      |
| Hong Chau            | The Whale                         |      |
| Kerry Condon         | The Banshees of Inisherin         |      |
| Stephanie Hsu        | Everything Everywhere All at Once |      |
| 2023 (96ste)         |                                   |      |
| Da'Vine Joy Randolph | The Holdovers                     |      |
| Emily Blunt          | Oppenheimer                       |      |
| Danielle Brooks      | The Color Purple                  |      |
| America Ferrera      | Barbie                            |      |
| Jodie Foster         | Nyad                              |      |
| 2024 (97ste)         |                                   |      |
| Zoe Saldaña          | Emilia Pérez                      |      |
| Monica Barbaro       | A Complete Unknown                |      |
| Ariana Grande        | Wicked                            |      |
| Felicity Jones       | The Brutalist                     |      |
| Isabella Rossellini  | Conclave                          |      |

## Recordhouders
Twee actrices wonnen twee Oscars in de categorie beste vrouwelijke bijrol (alfabetisch):
- Dianne Wiest (1986, 1994)
- Shelley Winters (1959, 1965)